# التحرير (سوهاج)
قرية التحرير هي إحدى القرى التابعة لمركز طما بمحافظة سوهاج في جمهورية مصر العربية. حسب إحصاءات سنة 2006، بلغ إجمالي السكان في التحرير 7473 نسمة، منهم 3985 رجل و3488 امرأة.